# Liedersdorf
Liedersdorf là một đô thị thuộc huyện Mansfeld-Südharz, Sachsen-Anhalt, Đức. Đô thị Liedersdorf có diện tích 2,79 km², dân số thời điểm ngày 31 tháng 12 năm 2006 là 295 người.